# USS LST-780
O USS LST-780 foi um navio de guerra norte-americano da classe LST que operou durante a Segunda Guerra Mundial.